# Beefeater Gin
För andra betydelser, se Beefeater (olika betydelser).
Beefeater Gin är ett varumärke för gin som ägs av Pernod Ricard och säljs på flaska och distribueras i Storbritannien av företaget James Burrough. Företaget Beefeater kontrollerades av familjen Burroughs ända till 1987. I USA är alkoholhalten på drycken 47 % (94 proof), och 40 % alkoholhalt (80 proof) i resten av världen. 
Namnet refererar till Yeomen Warders som är de ceremoniella vakterna för Towern i London. 
Beefeaterdestilleriet är ett av 24 i London. Övriga destillerier är: Sacred Microdistillery, Sipsmith, The London Distillery Company, Doghouse Distillery, Old Bakery Gin, Bimber Distillery, Boxer Gin, Portobello Star, Graveney Gin, Four Thieves, Thames Distillers, Half Hitch Gin, Highwayman Gin, 58 Gin, East London Liquor Company, City of London Distillery, Bermondsey Distillery (Jensens Gin), Bump Caves Distillery (The Draft House), Kingston Distillers (Beckett's Gin), Portobello Road Gin, Butlers Gin, Little Bird Gin och Haymans.

## Produktion
Beefeaters gin destilleras från 100 % spannmål. Tillverkaren har varit verksam sedan 1863 och finns för närvarande i Kennington i London. 
Beefeater exporteras till över 100 länder över hela världen med en årlig försäljning på över 2,3 miljoner 9-literslådor. Det är färre än tio anställda på Kennington Distillery i London. 